# 陽はまた昇る (1957年の映画)
『陽はまた昇る』（ひはまたのぼる、The Sun Also Rises）は、1957年に公開されたアメリカ合衆国のドラマ映画。アーネスト・ヘミングウェイの小説『日はまた昇る』を原作としている。
監督はヘンリー・キング。脚本はピーター・ヴィアテル。主演はタイロン・パワー、エヴァ・ガードナー、メル・ファーラー、エロール・フリン。

## キャスト
| 役名             | 俳優               | 日本語吹替                                 |
| 役名             | 俳優               | NETテレビ版                                |
| ---------------- | ------------------ | ------------------------------------------ |
| ジェイク         | タイロン・パワー   | 山内雅人                                   |
| ブレット         | エヴァ・ガードナー | 翠準子                                     |
| コーン           | メル・ファーラー   | 山田康雄                                   |
| マイク           | エロール・フリン   | 中村正                                     |
| ビル             | エディ・アルバート | 小林修                                     |
| ミピポポラス伯爵 | グレゴリー・ラトフ | 島宇志夫                                   |
| 不明 その他      |                    | 北村弘一 勝田久 塩見竜介 仲村秀生 納谷六朗 |
|                  |                    |                                            |
| 演出             | 演出               | 左近允洋                                   |
| 翻訳             | 翻訳               | 山田小枝子                                 |
| 効果             |                    |                                            |
| 調整             |                    |                                            |
| 制作             | 制作               | グロービジョン                             |
| 解説             | 解説               | 淀川長治                                   |
| 初回放送         | 初回放送           | 1970年2月1日 『日曜洋画劇場』              |

## スタッフ
- 監督：ヘンリー・キング
- 製作：ダリル・F・ザナック
- 原作：アーネスト・ヘミングウェイ
- 脚本：ピーター・ヴィアテル
- 撮影：レオ・トーヴァー
- 音楽：ヒューゴー・フリードホーファー

## 製作
当初、映画は権利を購入したRKOで作られる予定だったが、後にその権利はハワード・ホークスらのもとを経て、1955年に20世紀フォックスのダリル・F・ザナックに移ったことで映画化が決定した。
主演の一人であるエヴァ・ガードナーは本来、他作品に出演のため降板しておりスーザン・ヘイワードが代演する予定だったが、ヘミングウェイの強い要望があったことから、ザナックは彼女を説得し出演させることに成功した。ガードナーは公開時に「（本作で演じた）レディ・ブレット・アシュリーは、私が今まで演じた中で最も印象深い役だと確信している」と語っている。
歌手のジュリエット・グレコは、カフェで歌っていたところを来店していたメル・ファーラーとオードリー・ヘプバーンに見出されたことで、本作への出演が決定した。
撮影は、フランスとスペインでロケ撮影された。ただし、スペインのパンプローナの場面の多くは、季節が異なる影響などから風景が似ているメキシコのモレリアで撮影されている。

## 作品の評価
原作者のアーネスト・ヘミングウェイは本作に否定的な評価をしている。初鑑賞の際、上映開始から25分後に次のように述べて退席したという。
ダリル・F・ザナックが派手に料理（脚色）したヨーロッパの闘牛、ビストロ、その他のツアー映像をたくさん見た...。それは優雅な一方で、かなり残念だ。私の話のほとんどはパンプローナを舞台にしていたので、彼らは（似ている）メキシコで映画を撮った。スペインにいるつもりだが、実際に歩き回っているのはメキシコ人だけ...それはかなり馬鹿げているように見えた。雄牛は最初は非常に小さいが、その日だけは大きな角があったように見えた。この映画で一番良かったのは、エロール・フリンだったと思う。
ただし、このヘミングウェイのコメントは公開前に発表されたことから、ザナックは「一般のレビューが出る前に言うのはちょっとお粗末なことだった」と述べ、以下のコメントを発表した。
原作と完成作に完全な歪みがあれば、元の作家がそれを批判する権利はあると思います。しかし、物語を映像で表現しようとする私の真剣な試みを知っているなら、場合によっては失敗作になったとしても、彼には、製作されたものを公に破壊する権利はありません...映画内での会話の60％以上はヘミングウェイの本の外にある...私たちは彼の本を聖なるものとして扱いました...私たちは彼に台本を見せており、彼は自身でいくつかの変更を加えました。変更が加えられた後、私たちは改訂したものを彼に再び見せました...映画がヘミングウェイを満足させないならば、彼はもう一度本を読むべきです...元の本が彼を満足させないということなので...私は実際に彼が映画を見たとは思わない。誰かが彼に話し伝えた内容だと思います。